# La Ligne de cœur
Pour plus de détails, voir Fiche technique et Distribution.
La Ligne de cœur (Kammerflimmern) est un film allemand réalisé en 2004 par Hendrik Hölzemann et récompensé par cinq distinctions à travers l'Europe au cours de l'année 2005.

## Synopsis
Paul, alias « Crash », a été témoin de la mort de ses parents dans un accident automobile lorsqu'il était enfant. Il est resté à Crash une balafre au visage - et une plus profonde à l'âme. La peur de l'intimité l'a rendu solitaire et mélancolique. Devenu secouriste dans une équipe de secours par ambulance de la ville de Cologne, il consacre sa vie à aider les autres, s'assurant que rien ne puisse l'atteindre vraiment. Et lorsqu'il n'est pas sur les routes, Crash rêve, de fuite, d'une femme qui donnera un sens nouveau à son existence. Une nuit il se retrouve face à face avec elle : elle s'appelle November.

## Commentaire
Paradoxalement, si « Crash » fuit tout contact avec les autres dans sa crainte de l'intimité, son désir de les aider, qui semble être le seul but qu'il trouve à son existence, le pousse à s'approcher toujours plus près d'eux physiquement et le confronte assez crûment à leur réalité. C'est la rencontre de November qui va pousser « Crash » à revoir sa relation aux autres.
Cette rencontre est celle de deux êtres « endommagés » par la perte d'un proche, à la fois désireux et apeurés à l'idée de confier à nouveau leur amour à quelqu'un. La ligne de cœur évoque également une période de la vie aux frontières de l'adolescence et de l'âge adulte.
Le film est porté par une BO signée Lee Buddah et Blackmail.

## Fiche technique
- Titre : La ligne de cœur
- Titre original : Kammerflimmern
- Titre canadien : Off Beat
- Réalisation et scénario : Hendrik Hölzemann
- Montage : Patricia Rommel
- Sociétés de production : Bavaria Filmverleih- und Produktions GmbH ; Constantin Film Produktion GmbH (coproduction) ; Bayerischer Rundfunk (BR) ; arte
- Pays d'origine :  Allemagne
- Date de sortie : 3 février 2005 en Allemagne
- Durée : 100 min

## Distribution
- Matthias Schweighöfer : Paul / Crash
- Jessica Schwarz : November
- Florian Lukas : Richie
- Jan Gregor Kremp : Fido
- Bibiana Beglau : Frau Neumann
- Carlo Ljubek : Tommy
- Paul Herwig : Crashs Vater

## Récompenses
Bavarian Film Award

- Meilleure actrice : Jessica Schwarz
- Meilleur jeune espoir : Matthias Schweighöfer

Film +

- Meilleur montage : Patricia Rommel